# バコロド
バコロド市（Bacolod、イロンゴ語： Dakbanwa sang Bacolod、フィリピン語： Lungsod ng Bacolod）は、フィリピン中部ヴィサヤ諸島のネグロス島北部にある島内最大の都市。ネグロス島地方の首府および西ネグロス州の州都で、海を挟んでギマラス島やパナイ島と向かい合っている。
1770年に建設され、1938年に市となった。HUC（Highly Urbanized City）に分類されており、行政上は西ネグロス州に属していない。市内のバランガイの数は61。面積は161.4平方km。人口は600,783人（2020年国勢調査）とフィリピン中部でも有数の大都市に数えられる。

## 市の概要

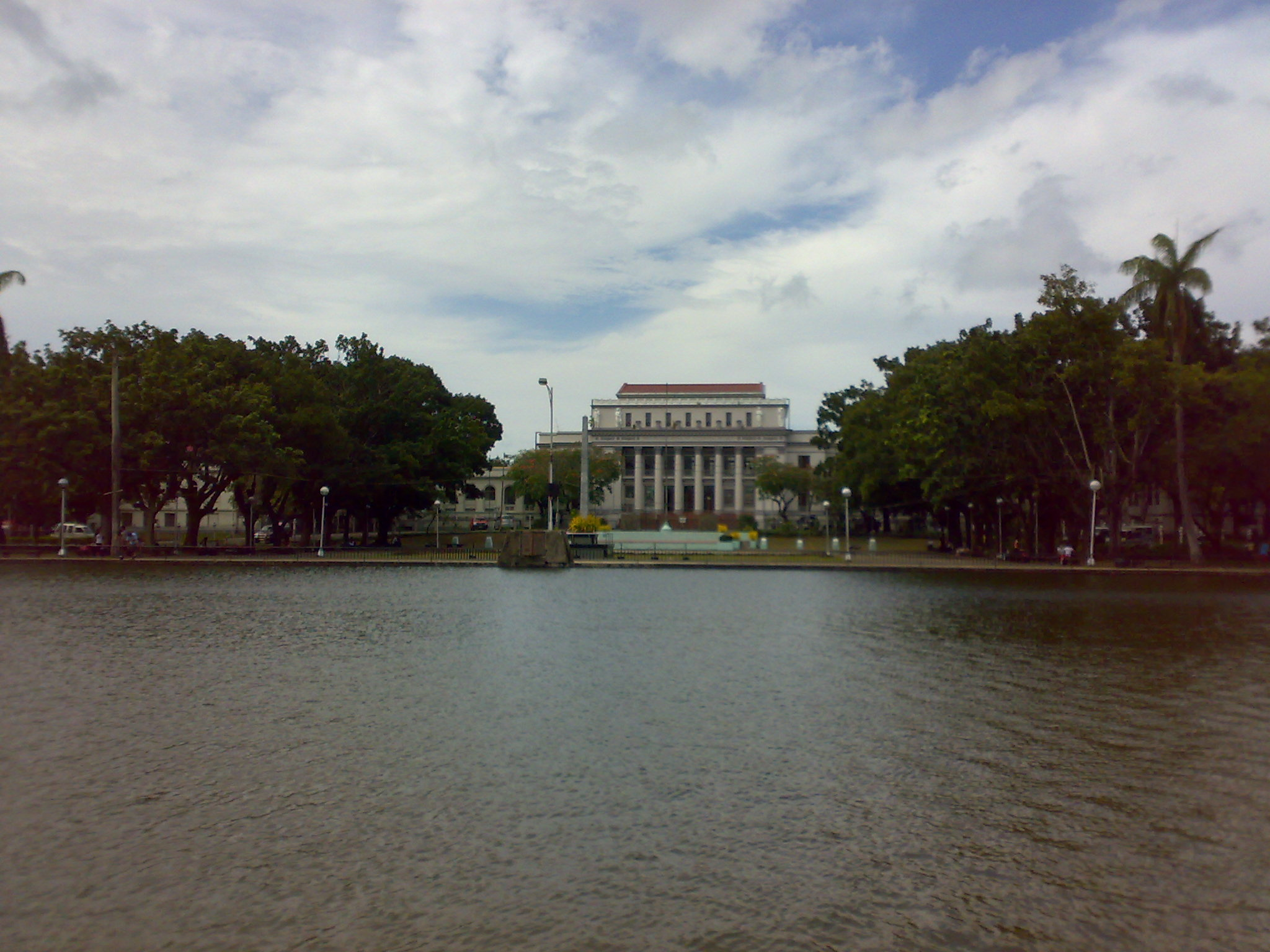
キャピトル・パーク

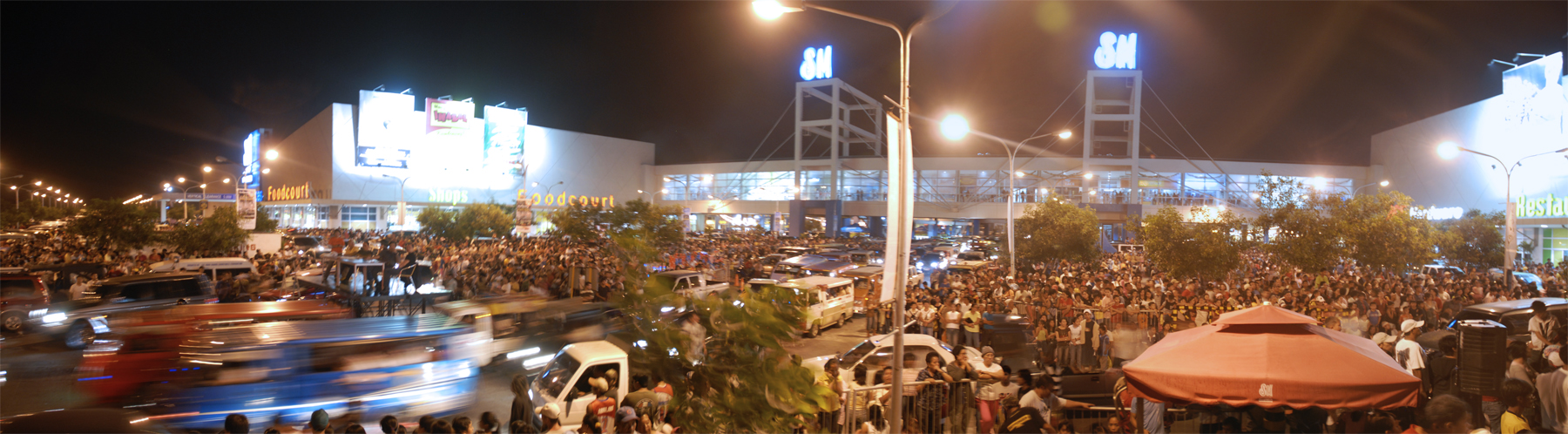
ショッピングモール（SMシティ・バコロド）

バコロドは大きな港湾都市で、対岸のイロイロ市とは毎日フェリー便がある。船だとバコロドは首都マニラまで20時間、中部・南部の中心都市セブ市まで7時間。空港は、市街地から20km離れたシライ市のバコロド＝シライ国際空港（2008年開港）で、マニラからは45分、セブ市からは30分で着く。バコロド港は、フィリピンで最も砂糖生産の盛んな西ネグロス州の玄関口であり、ネグロス島各地への陸上交通が発達している。
バコロドは平野部にあり、地形は海に向かって緩やかに傾斜しており、郊外ほど傾斜は急になっている。バコロドの中心広場シティ・パブリック・プラザは海から10mの高さにある。
国道沿いには、サトウキビのプランテーションが続く、ネグロス島の平野部に典型的な風景が広がっている。またココナツやコメも栽培されている。家禽の育成、漁業、陶器生産も行われている。砂糖の集散地・輸出港として栄えたほか、現在では英語を生かしたコールセンターも盛んに設置されている。
「微笑みの街（City of Smiles）」の異名どおり街の気風は親しみやすい。市制施行記念日の10月19日に行われるマスカラ・フェスティバル（MassKara Festival）が盛んであるが、これは砂糖の市場価格が下落しバコロドとネグロス島に飢餓と貧困が襲った1980年から開催されているもので、陰鬱な雰囲気を払拭し「微笑みの街」を取り戻すために始まった祭典である。「マス」は「多数の人々」を、「カラ」はスペイン語の「顔 cara」を意味する語で、「多くの人の微笑み」を意味する造語であった。毎年ダンスパレードや美人コンテスト、物産展、スポーツ大会やコンサートが開催される。
収容人員15,500人のパナアド・スタジアム（Panaad Stadium）はパナアド公園に位置し、ユーカリの木に囲まれた陸上競技場・水泳場であり、多くの国際・国内スポーツ大会が開かれる。パナアド公園は4月末から5月はじめまで毎年開かれる「パナアド・サ・ネグロス Panaad sa Negros」の祭典の会場でもある。公園には小さな森林公園があり、ネグロス人の生活、文化、交易史、観光、料理を紹介する場ともなっている。

## 気候
雨季と乾季があり、雨季は5月から翌年1月まで続き、8月・9月には豪雨もある。乾季は2月から4月最終週までである。

## 言語
市民の多くはパナイ島民の末裔で、パナイ島で一般的なイロンゴ語（ヒリガイノン語、Hiligaynon）を話す。セブアノ語の話される島の東側（ネグロス・オリエンタル州）とは言葉が違う。イロンゴ語話者のほかはフィリピン語、セブアノ語が話される。英語はビジネスなどで使われ、イロンゴ語に次ぐ第二言語となっている。また中国系移民の末裔も多い。

## 歴史

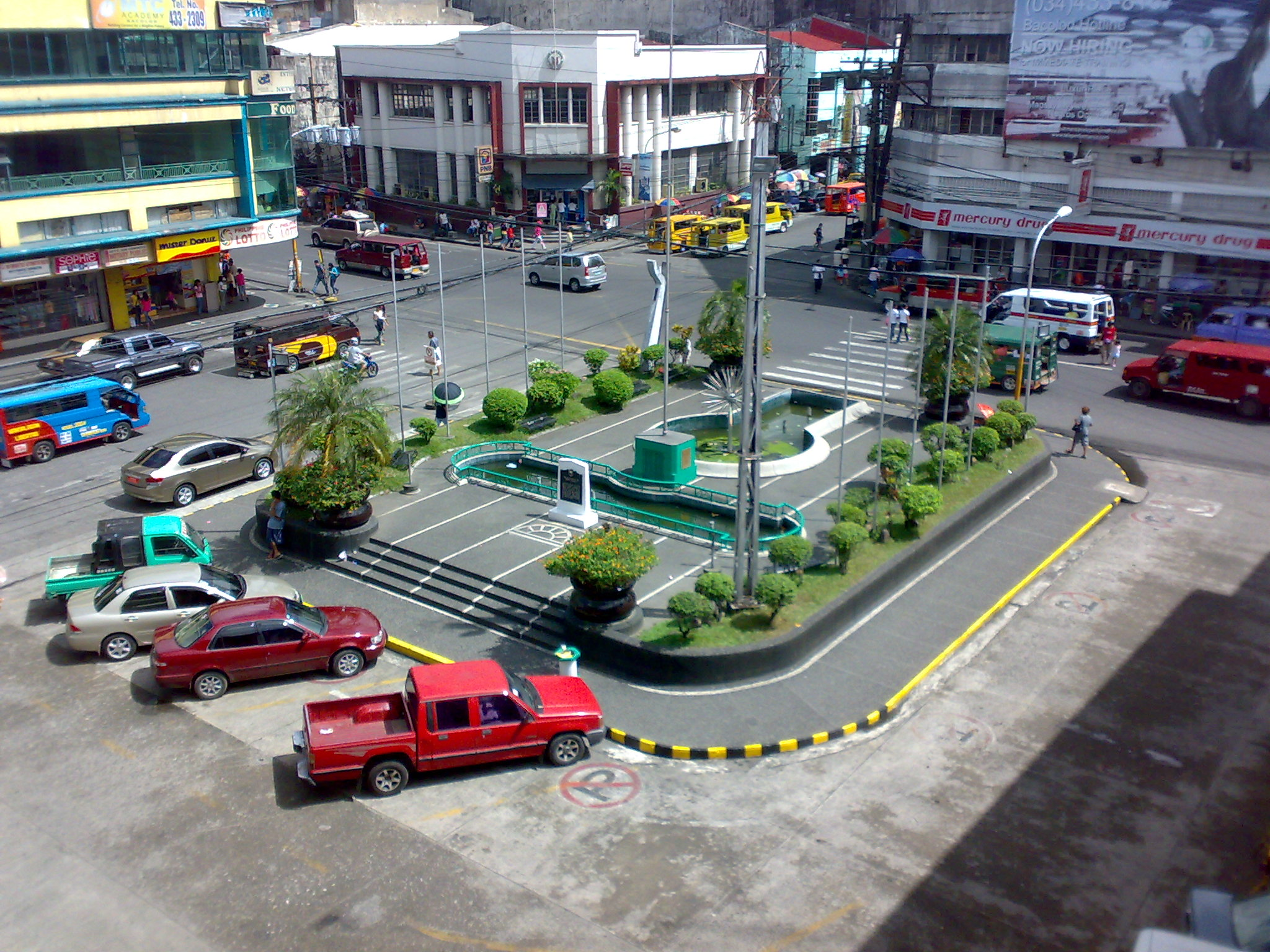
ファウンテン・オブ・ジャスティス。この場所でスペイン植民地政府がネグロス人に降伏したことを記念する

街の名前である「バコロド」は、イロンゴ語で石の岡を意味する「バコロド bakolod」から来ている。1770年、入植地が石の丘が多い場所（現在のグラナダ Granada 地区周辺）に建設されたのが由来である。
ムスリムのモロ人によるスペイン人入植者への攻撃が激しく、特に1787年には大規模な攻撃があったため、バコロド入植地は海岸線に近い現在の場所に移された。かつての入植地は古い町という意味の「ダ＝アン・バンワ Da-an Banwa」と呼ばれている。1849年、フィリピン総督は、ネグロス島の知事マヌエル・バルデビエソ・モルケチョ（Manuel Valdevieso Morquecho）を通じ、ヒママイランに代えてバコロドをネグロス州の州都とする命令を出した。
フィリピン革命の時期に起こったバコロドにおける革命の成功は、パナイ島やルソン島でのスペイン植民地軍の敗北続きで地元スペイン人支配層の士気も低かったこと、フアン・アラネタ（Juan Araneta）将軍とアニセト・ラクソン（Aniceto Lacson）将軍の心理作戦に帰せられている。1897年、バコロドの戦いがマタブ＝アン川（Matab-ang）で起こった。その一年後、1898年11月5日、ナイフや槍で武装したネグロス人「革命軍」は、椰子の木を削って作ったにせライフルや、黒く塗った筵を丸めただけの偽大砲と同じく黒塗りの椰子の実の偽砲弾で偽装しながらバコロドに進撃し、十分に武装のあった軍政官イシドロ・デ・カストロ大佐の軍を降伏させてしまった。11月6日に降伏文書が署名され、11月7日には革命軍に参加した人々は地方軍事政権を樹立するため集まり、アニセト・ラクソンを大統領に、フアン・アラネタを軍代表に、他の士官たちもしかるべき地位に選出した。これがネグロス革命であり、ネグロス共和国（ Provisional Republic of Negros）の成立である。
しかしながら1899年3月、ジェームズ・G・スミス大佐に率いられたアメリカ軍部隊が侵入し首都バコロドを占領し、共和国は崩壊した。
アメリカ支配下、フィリピン・コモンウェルス政府は国会でバコロドを市に昇格させる法案を成立させ、1938年10月19日にバコロドは市になった。
第二次世界大戦でバコロドは1942年3月21日、日本軍に占領された。アメリカ軍は1945年5月29日にバコロドを奪還している。

## 姉妹都市
- カムループス、カナダ
- シガラジャ、インドネシア
- 安東市、大韓民国
- 西区、大邱市、大韓民国
- 基隆市、中華民国
- ロングビーチ、アメリカ合衆国
- マリキナ、フィリピン
- ナガ、フィリピン
- パラニャーケ、フィリピン
- イロイロ、フィリピン
- タガイタイ、フィリピン
- マンダウエ、フィリピン
- ブトゥアン、フィリピン
- レガスピ、フィリピン
- カガヤン・デ・オロ、フィリピン
- タギッグ、フィリピン